# Rafaniello
Rafaniello è il primo disco del gruppo raggamuffin 99 Posse. È un Extended Play di cinque canzoni: due versioni di Rafaniello e  tre di Salario Garantito.

## Descrizione
Il brano principale, dal tipico sound reggae che caratterizzava il gruppo ad inizio carriera, ha per tematica i falsi comunisti, meglio identificati come "rafanielli".
In dialetto napoletano "rafaniello" significa "ravanello" e la metafora è costruita intorno al fatto che così come la radice del ravanello è "rossa fuori e bianca dentro", così la sinistra parlamentare a parole è comunista ma nei fatti non lo è.

## Tracce
1. Rafaniello
2. Rafaniello (versione strumentale)
3. Salario garantito
4. Salario garantito (versione strumentale)
5. Salario garantito (Abbocc' a cap' version)

## Formazione
- Luca "'O Zulù" Persico - voce
- Papa J - voce
- Marco "Kaya Pezz8" Messina - campionatore e dub master
- Massimo "JRM" Jovine - basso
- Umberto Cimino (su Rafaniello e Salario Garantito) - arrangiamenti, tastiere, basso, computer programming